# Стоунволл (фільм, 1995)
«Сто́унволл» (англ. Stonewall) — історична комедійна драма 1995 року, в основу якої лягли події, що сталися влітку 1969 року в районі Гринвіч-Віллидж, Нью-Йорк, які стали поворотним моментом в історії боротьби геїв за свої права. Сценарій написано за спогадами історика, професора Нью-Йоркського університету Мартіна Дубермана. Фільм став останнім у кар'єрі британського режисера Найджела Фінча, який незабаром після прем'єри стрічки помер від СНІДу. Попри те, що фільм є художнім, Фінч застосовує нестандартні для ігрового кіно рішення, властиві документалістиці, наприклад: інтерв'ю з реальними свідками і учасниками тих подій. За сюжетом фільму було поставлено виставу, прем'єра якого відбулася на Единбурзькому театральному фестивалі в 2007 році. Нині спектакль йде в Лондоні..

## Сюжет
Метті Дін, веселий молодий чоловік, прибуває до Нью-Йорка автобусом і відразу ж прямує в Гринвіч-Віллидж. Там він знайомиться з трансвеститом Ла Міранда і його друзями, які допомагають хлопцю пройти в Стоунволл-інн. У бар з облавою приїжджає поліція, Метті і Ла Міранду заарештовують.
З поліцейського відділку їх визволяє Бостонія, яка є покровителем усіх драг-квін, що збираються у барі. Бостонія також є таємним коханцем мафіозі Вінні — керівника Стоунволл-інн. Метті приїжджає у квартиру до Ла Міранді, де дізнається, що її призивають в армію. Вони розмовляють всю ніч. Ранком Метті йде на збори Товариства Маттачіне, де зустрічає Берта та Ітана, з яким зіткнувся в ніч перед арештом. Група планує провести пікет перед Залом Незалежності у Філадельфії. Ітан і Метті розмовляють деякий час після засідання, потім Метті йде назустріч до Лa Міранди. Вони їдуть у секретне місце, де Метті спостерігає таємний обряд «переродження» молодої чоловіка Хозе в дівчину Камелію. Після церемонії вони повертаються до квартири Ла Міранди де займаються сексом.
Метті Дін починає проводити більше часу з Ітаном, який друкується в журналі під псевдонімом.
Ла Міранда приходить на призовний пункт, де отримує направлення на психіатричний огляд. У минулому в Лa Міранди вже був невдалий досвід спілкування з психіатрами, тому Метті одягається в одяг Ла Міранди і зустрічається з лікарем замість неї. Лікар дає Метті довідку про те, що Ла Міранда не придатна до військової служби. Дорогою додому Ла Міранда освідчується Метті в коханні.
На черговій зустрічі Спільноти Маттачіне, Метті слухає доповідь психіатра, який розповідає про гомосексуальність, як про хворобу. Не дослухавши до кінця, Метті полишає збори. Після зустрічі Берт, Ітан і Метті сперечаються про те, що сказав психіатр. Вони зустрічаються з репортером і фотографом з газети The Village Voice, щоб показати журналістам як закон про заборону продажу алкоголю гомосексуалам діє на практиці. В усіх барах їм спокійно наливають. Але як тільки вони приходять у Стоунволл-інн, їм відмовляються наливати і трохи не виганяють з бару, проте за них заступається Бостонія. У барі Метті з Ітаном зустрічаються з Ла Мірандою, і Ітан глузує з неї. Ла Міранда розуміє, що Метті не сказав своїм друзям про неї і вибігає з бару. Метті йде за нею, вони сперечаються. Метті натякає, що йому подобаються не переодягнуті, а мужні чоловіки. Метті йде до Ітана.
Вінні зустрічається з Бостонією подалі від сторонніх очей. Він розповідає про клініку під назвою «Палац снів» і говорить їй, що він хоче, щоб вона зробила операцію по зміні статі для того, щоб вони змогли одружитися. Бостонія категорично проти. Вінні розчарований.
Після пікету у Філадельфії, Ітан відвозить Метті на Фаєр Айленд — Вогняний острів, який Етан змальовує як «небеса». «Небеса» включає такі репресивні функції, що чоловіки не можуть танцювати обличчям до обличчя, не дозволяється танцювати взагалі, якщо є жінка на танцполі. Метті не бажає приховувати свою орієнтацію, тому він залишає Ітана і повертається до Ла Міранди.
Бостония дивиться по телевізору репортаж про похорони Джуді Гарленд. Щоб розвеселити її, Вінні вирішує вийти з нею «у світ». Вони йдуть до ресторану, звідки їх ввічливо просять піти. Наступного ранку Вінні пускає собі кулю в голову. Перед самогубством Вінні залишає Бостонії усі свої гроші і напис губною помадою на дзеркалі: «Я тебе кохаю».
Вночі в Стоунволл-інн приїжджає поліція з черговим рейдом. Деяких з драг-квін заарештували, у тому числі й Бостонію. Коли її вивели з бару, поліцейський став ображати її: «Бідний маленький педик, ти не знаєш, хочеш убити або поцілувати мене»? Після чого Бостонія вдарила його по обличчю зі словами: «Вважаю, що я вирішила». Бостонія й інші геї, лесбійки і трансгендери атакують поліцейських. Починаються масові безлади.

## У ролях
Ролі, які виконують Гільєрмо Діас, Фредерік Веллер, Дуейн Бутт, Брендон Корбаліс, Дуайт Івелл та Луїс Гузман, мають реальних прототипів.
| Гільєрмо Діас    | ···· | Ла Міранда         |
| Фредерік Веллер  | ···· | Метті Дін          |
| Брендон Корбаліс | ···· | Ітан               |
| Дуейн Бутт       | ···· | Бостонія           |
| Брюс МакВітті    | ···· | Вінні              |
| Пітер Ретрі      | ···· | Берт               |
| Дуайт Івелл      | ···· | Гелен Вілс         |
| Метью Фейбер     | ···· | міс Моксі          |
| Майкл МакЕлрой   | ···· | принцеса Ернестіна |
| Луїс Гузман      | ···· | Віто               |
| Джо Дідайо       | ···· | Анджело            |

## Історичні неточності
Попри те, що фільм засновано на реальних подіях, у фільмі є деякі історичні неточності:
- Момент, коли героям фільму відмовили у продажі алкоголю не відповідає дійсності, оскільки закон про заборону продажу алкоголю гомосексуалам був скасований у 1966 році, за три роки до подій, змальованих у фільмі. До того ж у барі Стоунволл-інн цього закону ніколи не дотримувалися.
- Герой фільму Метті не міг брати участь у пікеті Товариства Маттачіне перед Залом Незалежності у Філадельфії, оскільки він проходив 4 липня 1969 року, що на 8 днів пізніше фінальних подій фільму.[3]
- Досі не доведено, що мотивувальним чинником стоунволлських бунтів стала смерть акторки Джуді Гарленд.[4]

## Цікаві факти
- Плакат, який на початку фільму прибивають на стіну, у вересні 1969 року дійсно висів на фасаді бару Стоунволл-інн. Напис на плакаті свідчив: «Ми, гомосексуали, просимо наших людей по можливості допомагати підтримувати мирну і тиху поведінку в Гринвіч-Віллидж. Маттачіне».
- Пісня, яку співає Метті Дін після мітингу в автобусі, — американська патріотична пісня Бойовий гімн Республіки[en], написана на честь борця за расове рівноправ'я Джона Брауна, що підняв в 1859 році повстання проти рабства в США і страченого за заколот.

## Саундтрек
| Список треків | Список треків                        | Список треків                               | Список треків                  | Список треків |
| #             | Назва                                | Автор музики                                | Виконавець                     | Тривалість    |
| ------------- | ------------------------------------ | ------------------------------------------- | ------------------------------ | ------------- |
| 1.            | «Give Him a Great Big Kiss»          | George «Shadow» Morton                      | The Shangri-Las                | 2:14          |
| 2.            | «Gee Baby Gee»                       | Jeff Barry / Ellie Greenwich                | Butterflies                    | 2:38          |
| 3.            | «Sophisticated Boom Boom»            | George «Shadow» Morton                      | The Shangri-Las                | 2:12          |
| 4.            | «Ooh Poo Pah Doo»                    | Jessie Hill                                 | The Shirelles                  | 2:19          |
| 5.            | «Remember (Walking in the Sand)»     | George «Shadow» Morton                      | The Shangri-Las                | 2:20          |
| 6.            | «Boy from New York City»             | George Davis / John T. Taylor / John Taylor | The Ad Libs                    | 3:01          |
| 7.            | «Zing! Went the Strings of My Heart» | James F. Hanley                             | Джуді Гарленд                  | 2:57          |
| 8.            | «Down the Aisle»                     | A. Levinson                                 | Patti Labelle & the Bluebelles | 3:33          |
| 9.            | «Go Now»                             | Larry Banks / Milton Bennett                | Bessie Banks                   | 2:43          |
| 10.           | «Over the Rainbow»                   | Harold Arlen / E.Y. «Yip» Harburg           | Джуді Гарленд                  | 2:50          |
| 11.           | «What a Good Boy»                    | Steven Page / Ed Robertson                  | Barenaked Ladies               | 3:52          |
| 12.           | «Give Him a Great Big Kiss»          | George «Shadow» Morton                      | The Shangri-Las                | 7:41          |
| 38:26         |                                      |                                             |                                |               |

## Визнання
| Нагороди та номінації фільму «Стоунволл» | Нагороди та номінації фільму «Стоунволл»                                   | Нагороди та номінації фільму «Стоунволл» | Нагороди та номінації фільму «Стоунволл» | Нагороди та номінації фільму «Стоунволл» | Нагороди та номінації фільму «Стоунволл» |
| Рік                                      | Кінофестиваль/кінопремія                                                   | Категорія/нагорода                       | Номінант                                 | Результат                                |                                          |
| ---------------------------------------- | -------------------------------------------------------------------------- | ---------------------------------------- | ---------------------------------------- | ---------------------------------------- | ---------------------------------------- |
| 1995                                     | Лондонський кінофестиваль                                                  | Приз глядацьких симпатій                 | Найджел Фінч                             | Перемога                                 |                                          |
| 1996                                     | Міжнародний кінофестиваль лесбійських та геївських фільмів у Сан-Франциско | Найкращий фільм                          | Стоунволл                                | Перемога                                 |                                          |
| 1996                                     | Кінофестиваль «Аутфест»                                                    | Найкращий сценарій                       | Ріккі Бідл-Блер                          | Перемога                                 |                                          |
| 1997                                     | GLAAD Media Awards                                                         | Видатний фільм                           | Стоунволл                                | Номінація                                |                                          |